# Stazione di Porto San Giorgio (FAA)
Stazione di Porto San Giorgio 1956-ban bezárt vasútállomás Olaszországban, Marche régióban, Porto San Giorgio településen.

## Vasútvonalak
Az állomást az alábbi vasútvonalak érintették:
- Porto San Giorgio-Amandola-vasútvonal

## Kapcsolódó állomások
A vasútállomáshoz az alábbi állomások vannak a legközelebb: 
- Stazione di Castiglione